# Selembao
Selembao est une commune du sud de la ville de Kinshasa en république démocratique du Congo située dans  le district de la Funa.

## Morphologie urbaine

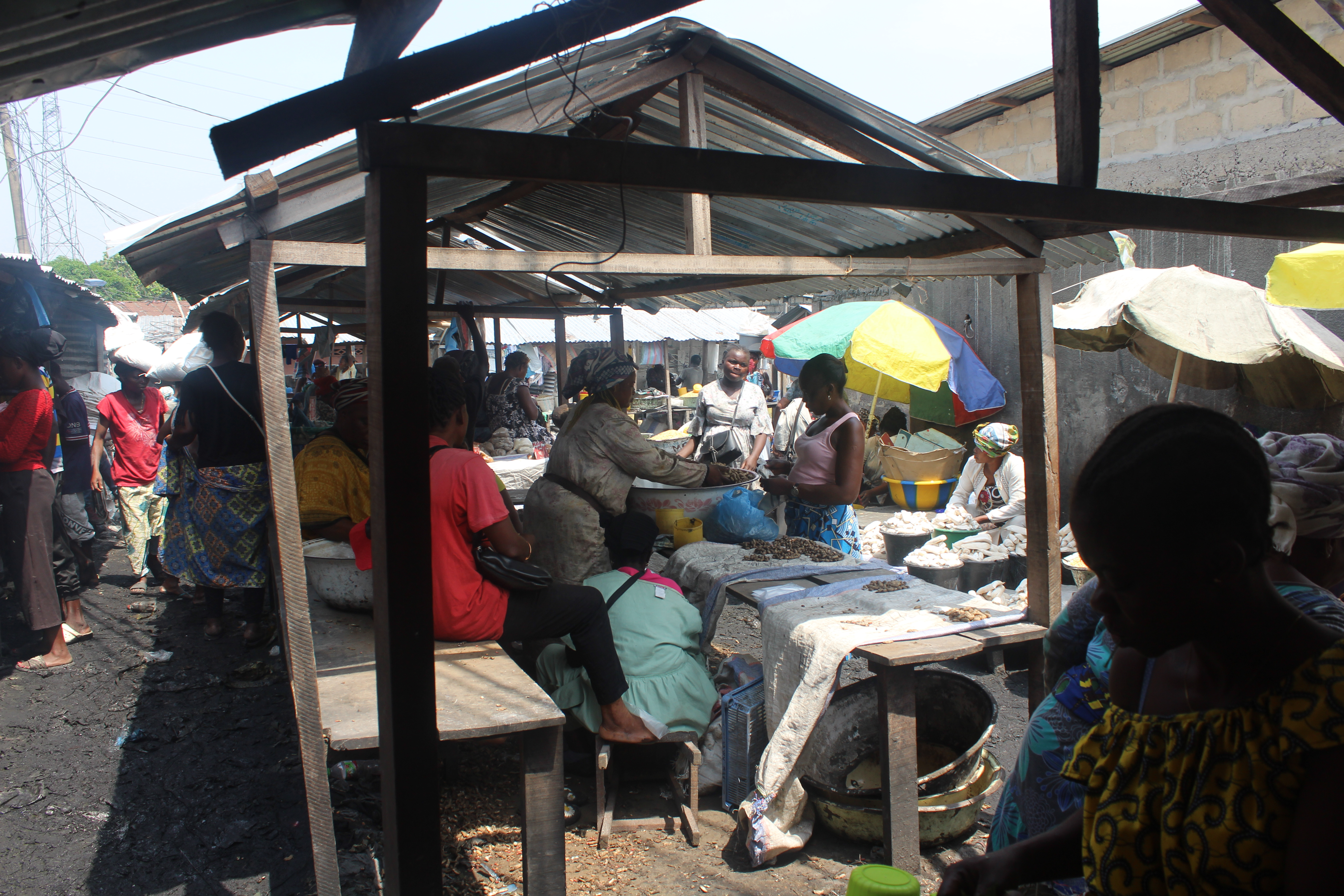
Le marché.

La commune de Selembao est structurée autour des avenues du 17 mai (orientée du Nord-Est vers le Sud-Ouest dans cette commune) et de Matadi (orientée Nord-Sud), qui constituent deux des tronçons de la Route Nationale 1.
La commune est située principalement sur les collines peu élevées qui bordent au Sud la plaine alluviale du Congo. Les constructions sont établies sur tout le terrain disponible, y compris sur les fortes pentes (cirque de Selembao, vallées des rivières Binza et Ikuzu).

### Érosion
Ce vallonnement, associé à la forte pluviométrie de la région et à la déforestation inhérente à la plupart des abords de grandes villes subsahariennes (le bois servant de combustible pour la cuisine), provoque une forte érosion qui conduit à la dégradation des chaussées et, en conséquence, à l'isolement de certains quartiers comme Kingu-Camping (les “têtes d'érosion” sont estimées à plus de 500 en 2010 à Kinshasa, nombre en très forte augmentation). Les populations locales luttent contre cette érosion par le creusement de bassins de rétention des eaux pluviales, encouragées en cela par les autorités locales, comme c'est le cas depuis début 2012 dans le quartier Herady.

## Démographie
| 1967   | 1970   | 1984    | 2003    | 2004    |
| ------ | ------ | ------- | ------- | ------- |
| 55 150 | 46 908 | 126 589 | 324 534 | 335 581 |

## Administration
À l'époque de Mobutu Sese Seko, l'administration territoriale de Kinshasa avait tenté de créer dans la commune de Selembao une cité pilote, la “cité verte”. À l'instar d'autres projets urbains menés à cette époque, cette réalisation est un échec, ayant très mal vieilli.
| \| Les 4 districts et les 24 communes de Kinshasa \| \| v · d · m \| |                    |           |
| District de la Lukunga District de la Funa District du Mont-Amba District de la Tshangu Brazzaville Fleuve Congo Pool Malebo M’Bamou Baie de Ngaliema Gombe Barumbu Kin. Ling. K.-V. Ng.-Ng. Kal. Banda- lungwa Kintambo Ngaliema Selembao Bumbu Makala Ngaba Lemba Limete Matete Kisenso Masina Ndjili Kimbanseke Nsele Mont-Ngafula Nsele Maluku |                    |           |
| abréviations : Kinshasa (Kin.), Kasa-Vubu (K.-V.), Lingwala (Ling.), Ngiri-Ngiri (Ng.-Ng.) |                    |           |
| Les 4 districts et les 24 communes de Kinshasa | Blason de Kinshasa | v · d · m |

Une association sans but lucratif (ASBL) s'est créée pour soutenir le développement économique et social de Selembao, la CONOSE (Comité des Notables de Selembao), revendiquant « près de 260 membres effectifs et plus de 2000 adhérents » et luttant notamment « contre les érosions, l’insalubrité, l’enclavement, la  pauvreté », mais aussi le banditisme, et notamment le phénomène des « Kuluna », groupes de jeunes souvent armés de machettes ou d'autres armes contondantes, et s'adonnant au pillage ou même parfois à des violences gratuites,.

### Insalubrité
La commune de Selembao est une des plus pauvres de l'agglomération de Kinshasa. Cela se manifeste notamment par le manque d'équipements publics, en particulier sanitaires. L'insalubrité des rues y est manifeste, comme à proximité du marché de la Libération : les ordures jonchent les rues, et les caniveaux servent de poubelles. De plus, commerçants et administration locale se renvoient chacun la responsabilité de l'insalubrité qui y règne,,.
Ce relatif “abandon” de la commune par les pouvoirs publics a rendu la population assez remontée contre ces derniers ; ainsi, les habitants de Selembao ont été assez virulents lors des émeutes de décembre 2011.
En revanche, les constantes critiques ont poussé les pouvoirs publics à réagir et à lancer des travaux de voirie dans l'avenue de la Libération début 2012.

### La prison
La commune de Selembao abrite notamment une importante prison qui, après s'être longtemps et improprement appelé «Prison centrale de Makala» (alors qu'elle n'est pas située sur la commune de Makala), a pris pour nom «Centre pénitentiaire et de rééducation de Kinshasa». Néanmoins, elle reste pour les journalistes et la population connue sous le nom de “prison de Makala” construit en 1957 et prévu pour 1 500 détenus. En 2011, 5 000 personnes y sont enfermées et les conditions sanitaires et sociales très mauvaises ; Certaines peines d'enfermement seraient de surcroît arbitraires et la corruption y est notoire, à tel point que les gardiens rançonnent les visiteurs dans le but de réduire la criminalité, cette prison participe à un système de transfert de prisonniers d'une région à l'autre,,,,.

### Kinshasa, la ville et la cité
Marc Pain, Kinshasa: la ville et la cité, mémoire O.R.S.T.O.M. d'études urbaines, volume 105, Éditions IRD, 1984 (ISBN 978-2709907286), 267 pages.
1. ↑  Page 43.

### Autres références
1. ↑  (en) « Commune de Selembao : Deux têtes d’érosion menacent le quartier Kingu-Camping », Afrique Rédaction, 26 mars 2010 (consulté le 11 avril 2012)
2. ↑  (en) « Les habitants du quartier Herady dans la commune de Selembao, ville de Kinshasa... », Le Potentiel, 21 février 2012 (consulté le 11 avril 2012)
3. ↑  (en) « Kinshasa, une ville de contraste en matière d’habitat », Le Potentiel, 12 mai 2011 (consulté le 11 avril 2012)
4. ↑  (en) « Le développement de la commune de Selembao, une priorité pour le Comité des notables », Agence congolaise de presse, 23 janvier 2012 (consulté le 11 avril 2012)
5. ↑  (en) « Insécurité à Kinshasa, Lutte contre les "Kuluna" : Luzolo Bambi sollicite l'implication des magistrats », L'Observateur, 20 janvier 2012 (consulté le 11 avril 2012)
6. ↑  (en) « Trois familles du quartier Herady/Selembao visitées par des bandits »(Archive.org • Wikiwix • Archive.is • Google • Que faire ?), Digital Congo TV, 14 février 2011 (consulté le 11 avril 2012)
7. ↑  (en) « L’insalubrité bat son plein à Selembao », Immo RDC, 3 septembre 2009 (consulté le 11 avril 2012)
8. ↑  (en) « L’insalubrité règne au marché Selembao », Les médias du citoyen, 25 octobre 2010 (consulté le 12 avril 2012)
9. ↑  (en) « Congo-Kinshasa: Selembao - Les immondices inondent le marché de la Libération », 'All Africa, 12 juillet 2011 (consulté le 12 avril 2012)
10. ↑   (en) « Donnybrook at Selembao », Alex Engwete, 7 décembre 2011 (consulté le 11 avril 2012)
11. ↑  (en) « Reprise des travaux de reconstruction de l’avenue Libération à Kinshasa/Selembao », Digital Congo TV, 1er mars 2012 (consulté le 11 avril 2012)
12. ↑  « RDC: les autorités avaient ignoré les alertes du directeur de la prison de Makala », sur RFI, 12 septembre 2024 (consulté le 14 décembre 2024)
13. ↑  (en) « Prison de Makala : le tour des lieux », Souvenirs de Prison, les coulisses d'une prison congolaise, 20 août 2008 (consulté le 14 mars 2012)
14. ↑  (en) « À la prison de Makala à Kinshasa », L'Observateur (journal, RDC), 24 mai 2011 (consulté le 14 mars 2012)
15. ↑  (en) « Prison de Makala : Les «prisonniers personnels» du «raïs» », Losako Afrikblog, 2 avril 2010 (consulté le 14 mars 2012)
16. ↑  (en) « Prison de Makala : privés de prime, les policiers de garde rançonnent les visiteurs », Afrique Rédaction, 16 octobre 2009 (consulté le 14 mars 2012)
17. ↑  (en) « Prisonniers de Kasapa(Lubumbashi) transférés à Makala (Kinshasa) », Radio Okapi, 25 février 2010 (consulté le 14 mars 2012)